# Signal of Liberty
Signal of Liberty war eine abolitionistische Zeitung, die von 1841 bis 1848 in Ann Arbor im US-Bundesstaat Michigan erschien. Herausgegeben wurde die Zeitung von der Michigan State Anti-Slavery Society unter Leitung von Guy Beckley. Sie war zugleich das Organ der kurzlebigen Liberty Party.

## Geschichte und Erscheinungsbild
Die erste Ausgabe von Signal of Liberty erschien am 28. April 1841. Es handelte sich um eine Abonnementzeitung. Die Bezugskosten beliefen sich anfangs auf 2 US-Dollar pro Jahr, bzw. auf 2,50 $ bei einem Halbjahresabonnement (wobei in der Ausgabe vom 5. Mai 1841 alternativ auch die Bezahlung durch Naturalien angeboten wurde). Später kostete ein Jahresabonnement bei Vorauskasse 1 $ (1844) oder 1,50 $ (1846), andernfalls 2 $. Die Zeitung erschien wöchentlich und jede Ausgabe hatte vier Seiten.
Chefredakteur war Guy Beckley, sein Stellvertreter Theodore Foster. Redaktionsbüro und Druckerei befanden sich über dem Ladengeschäft von Beckleys Bruder Josiah in Ann Arbors Broadway Avenue.
Als Herausgeber Guy Beckley Ende Dezember 1847 im Alter von nur 42 Jahren starb, zeigte sich, wie sehr die Zeitung von ihm abhing. Nach seinem Tod brachte Theodore Forster noch sechs Nummern heraus, die letzte am 5. Februar 1848, dann stellte Signal of Liberty das Erscheinen ein.
Ein Nachfolgeprojekt, die Michigan Liberty Press, ebenfalls von der Anti-Slavery Society herausgegeben, brachte es zwischen April und August 1848 nur auf 18 Ausgaben und wurde dann eingestellt.

## Inhalt
Im Allgemeinen fanden sich auf den ersten beiden oder auch zweieinhalb Seiten der Zeitung redaktionelle Beiträge, der Rest waren Bekanntmachungen und Werbeanzeigen. Eine Besonderheit der Zeitung war ihr politisches Anliegen, der Kampf gegen die Sklaverei, ein Thema, dem regelmäßig Beiträge gewidmet waren, seien es Berichte von Gräueln in den Südstaaten („Another Slave Burning“, 8. September 1841), von der Verhaftung und Rückführung geflohener Sklaven („Horrible Outrage“, 17. April 1847), von Versammlungen der Abolitionisten oder auch Gedichte („Universal Emacipation“, 2. Juni 1845).
Wie für die Zeit üblich standen auf eng bedruckten (erst fünf-, später sieben Spalten) unterschiedliche Formate und Themen nebeneinander, d. h. nationale und internationale Nachrichten und Berichte erschienen neben Anekdoten, Predigten und Meinungsbeiträgen. Im Anzeigenteil fanden sich Todesnachrichten ebenso, wie Werbung für Landverkäufe, Wunderkuren, Bücher und Stiefel, Anwaltsdienste, Grassamen und Asche.